# Villa Tunari
Villa Tunari è un comune (municipio in spagnolo) della Bolivia nella provincia di Chapare (dipartimento di Cochabamba) con 55.942 abitanti (dato 2010).

## Storia
Nell'ottobre 2024, un gruppo di paramilitari irregolari, vicini all'ex presidente Morales, hanno assaltato e preso il controllo della base militare vicini alla zona del municipio boliviano.

## Cantoni
Il comune è suddiviso in 3 cantoni:
- Mendoza
- Paracti
- Villa Tunari